# Kozak Mamaj

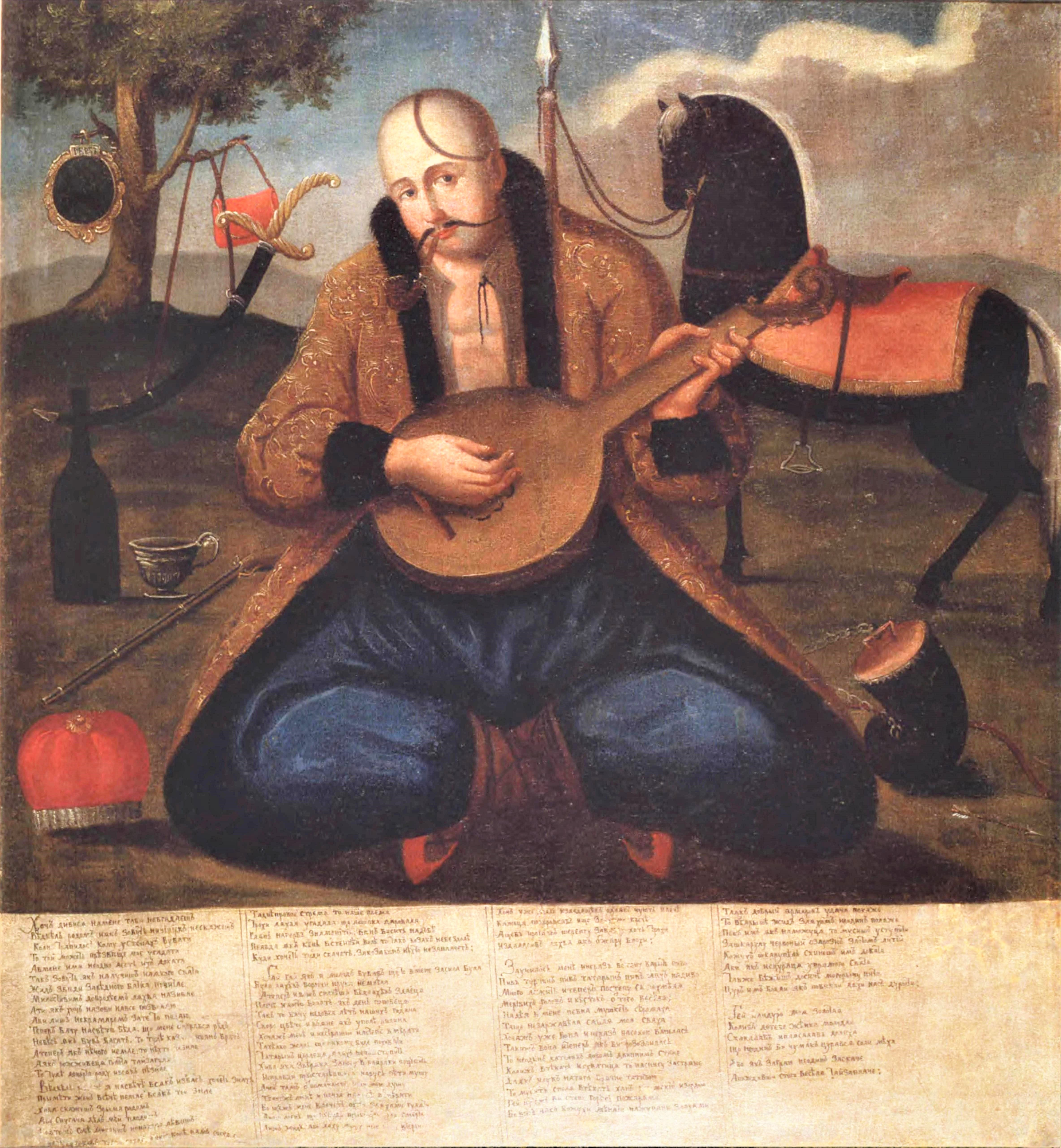
Kozak Mamaj

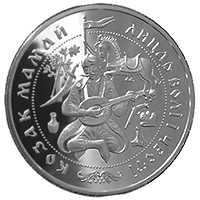
Kozak Mamaj på ett ukrainskt mynt.

Kozak Mamaj, kosacken Mamaj  (ukrainska: Козак Мамай ) är en symbol för det ukrainska folket. Kozak Mamaj är ett populärt motiv i det folkliga måleriet under 1600-talet-1900-talet. Bilderna av Kozak Mamaj visar en kosackhjälte sittande på orientaliskt manér under en ek. Han har alla kosackens attribut spridda omkring sig: sabeln, pipan, hästen, kläderna, det runda rakade huvudet med den typiska zaporogkosackiska hårtofsen ”oseledjs”, och inte minst instrumentet kobza. Kozak Mamaj är en symbol för folkets kamp mot inkräktare. Kampen förs med svärd och ord. Kozak Mamaj är redo för strid med sabel och kruthorn. Hästen är en symbol för folkets frihet och eken symboliserar styrkan och kraften. Med musikinstrumentet kobzan i famnen för Kozak Mamaj kosackernas muntliga berättartradition vidare: visor, sagor och reciterade dumy, ett slags kosackballader om kosackernas krigsexpeditioner mot turkar och tatarer, eller om hjältedåd som kosackfångar utfört i turkisk fångenskap. (Under kosackepoken var världens största slavmarknad lokaliserad till Krim där turkar och tatarer härskade). Kobzan symboliserar också folkets kärlek till sång, dans och visor. På målningarna av Kozak Mamaj syns ofta också en lans med vimpel och en brännvinskaraff med glas. Dessa symboliserar döden och livets förgänglighet. Lansen ställdes på kosackens grav och brännvin och glas lades i graven hos den döde.
Kozak Mamaj dök tidigt upp under kosackepoken och har hela tiden åtnjutit en popularitet jämförbar med ikonerna i bondstugorna. 
Liksom ikonerna målades Kozak Mamaj-bilderna vanligen i olja eller äggoljetempera och de gjordes ofta av kringvandrande ikonmålare eller lärjungar i teologi från Kiev. De såldes på marknader runt om i dåtidens "Ukraina" och kopierades flitigt av bondemålare, vilka ofta lade till lokala detaljer. Kozak Mamaj-bilderna kunde återfinnas på trä, duk, papper, på bondstugornas husväggar och på keramikföremål.
Men Kozak Mamaj återfinns inte bara inom det folkliga måleriet. Han är också en mytifierad hjälte i folkliga berättelser, legender och talesätt. Målningar med Kozak finns att se på många museer. De största samlingarna återfinns på Kievs museum för ukrainsk konst, Museet för ukrainsk folklig konst  i Kiev, Dnipropetrovsks konstmuseum och i privata samlingar. Bilden av Kozak Mamaj är i allra högsta grad levande även i modern tid. Filmbolaget Dovzjenko har gjort filmen Mamaj. Han förekommer i ungdomskultur och popkonst och en staty av Kozak Mamaj har rests på torget Majdan Nezalezjnosti i Kiev, Ukraina. Kozak Mamaj förekommer dessutom på ukrainska mynt.